# Lesões elementares da pele

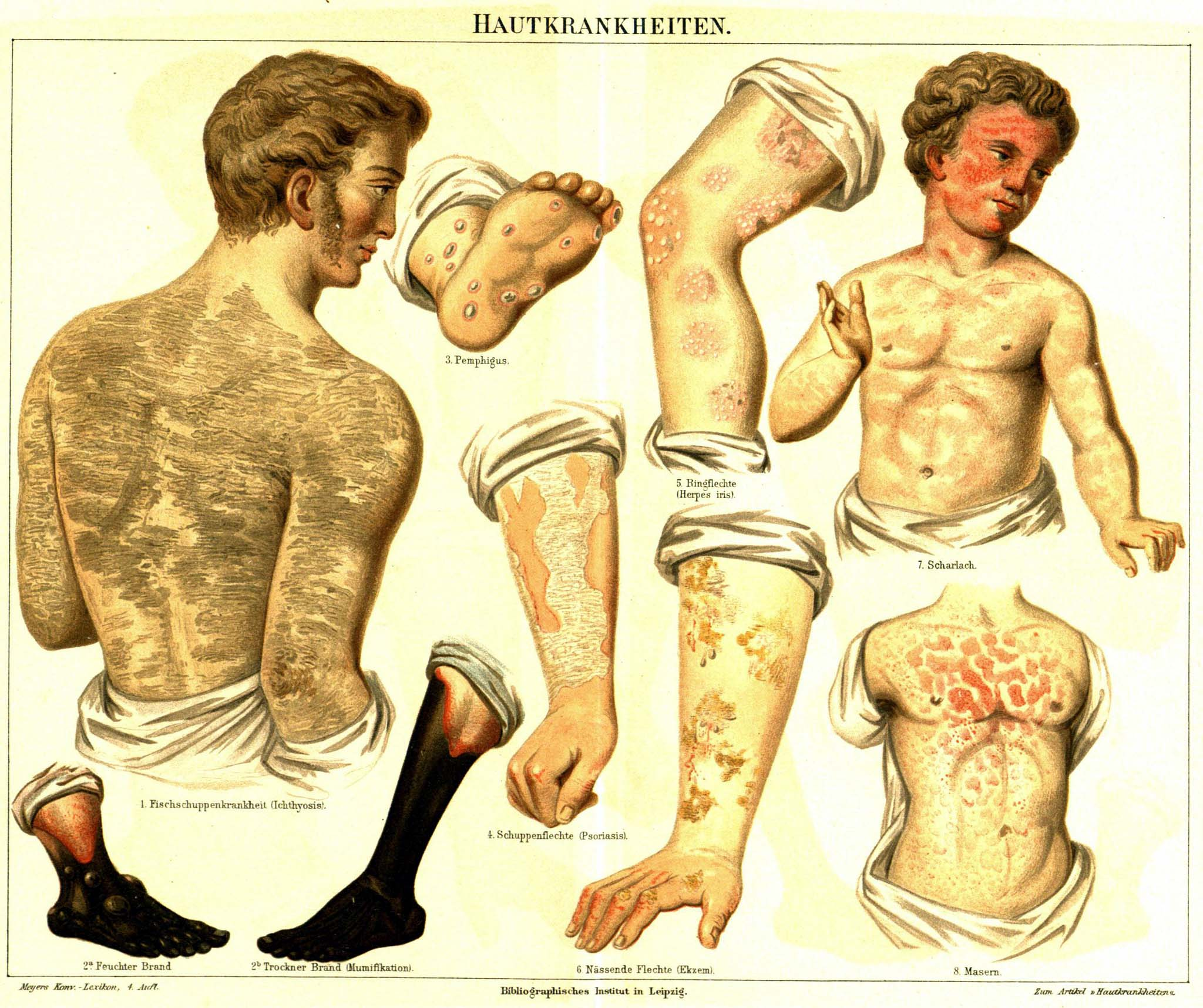
1. Escamas endurecidas hiperpigmentadas (Ictiose); 2. Gangrenas; 3. Bolhas (Pênfigo);4. Placas descamativas (psoríase);5. Vesículas (Herpes iris);6. Escoriações com crostas amareladas (impetigo) ; 7. Exantema máculo-papular eritematoso (escarlatina); 8. Exantema máculo-papular eritematoso (sarampo).

As lesões elementares da pele são classificadas de acordo com sua morfologia, textura, cor, distribuição e tamanho.

## Lesões primárias
Aparecem em pele previamente saudável.Podem ser classificados como
- Mácula: Uma mácula é uma mudança de cor superficial, sem elevação nem depressão e, portanto, não é palpável. As bordas podem ser bem ou mal definida e menor que 5mm de diâmetro no ponto mais amplo. Dependendo da fonte pode considerar até 10mm.[2]
- Mancha: uma mancha é uma mácula igual ou maior que 5 mm de diâmetro, ou maior que 10mm (dependendo da definição de uma mácula). As manchas podem ter alguma alteração sutil da textura, áspera ou enrrugada, mas a própria lesão não é palpável. Pode ser causada pelo sol e por alterações hormonais.
- Pápula: Uma pápula é uma elevação de pele limitada, circunscrita, sem fluido visível, de menos de 5mm (ou menos de 10 mm dependendo da fonte) de diâmetro no ponto mais largo. Pode ser causado por infecção como sarampo e escarlatina.
- Placa: uma placa é uma pápula mais ampla ou conjunto de pápulas igual ou maior que 5mm ou que 1 cm. É maior em seu diâmetro do que na sua profundidade.
- Nódulo: um nódulo é morfologicamente semelhante a uma pápula na medida em que também é uma lesão esférica de palpável com menos de 1 cm de diâmetro. No entanto, é mais profundo, originando-se na derme ou hipoderme. Pode causar elevação da pele (exofítico) ou não (endofítico). Pode ser causado por reações imunes como eritema nodoso.
- Tumor: um tumor é similiar a um nódulo maior que 1cm. É uma massa sólida, palpável, arredondada, bem delimitada e que pode elevar a pele ou não.
- Vesícula: uma vesícula é uma pequena bolha, uma elevação epidérmica circunscrita, contendo fluido, geralmente considerada menor do que 5 ou 10 mm de diâmetro no ponto mais largo. O fluido é seroso claro. Pode ser causado por herpes simples ou doença celíaca.
- Bolha: A bolha (ou bulla) é uma lesão arredondada ou oval que contém fluido seroso ou seropurulento, igual ou superior a 5  ou 10 mm, dependendo da definição de uma vesícula. Pode ser causada por pênfigo, penfigoide ou queimadura.
- Pústula: Uma pústula é uma pequena elevação da pele contendo material purulento (pus), geralmente constituído por células inflamatórias necróticas. Podem ser brancas ou vermelhas, infecciosas ou estéreis, grandes ou pequenas. Pode ser por psoríase pustulosa e por micose.
- Urticária: Lesão eritematosa (vermelha), pruriginosa (causa coçeira), edematosa (inflamada) e que varia de tamanho. Pode ser sintoma de uma dermatite de contato alérgica.
- Erosão: uma erosão é uma descontinuidade da pele que exibe perda superficial da epiderme. É uma lesão úmida, circunscrita e geralmente deprimida.
- Úlcera: uma úlcera é uma descontinuidade da pele que exibe perda penetra além da apiderme, podendo perfurar derme, hipoderme e ir até os músculos. Frequentemente causada por problemas vasculares como a úlcera de pressão ou por infecção como a Úlcera de Buruli.
- Fissura: uma fissura é uma descontinuidade da pele linear estreita, mas profunda, um corte. Podem ser causadas pelo frio ou pelo estiramento da pele na gravidez ou com variações de peso. As estrias são fissuras.
- Furo: uma pequena descontinuidade profunda. Pode ser causada por agulhas ou pode ser pela invasão de um parasita, como o bicho-de-pé.
- Telangiectasia: uma telangiectasia representa um alargamento dos vasos sanguíneos superficiais até o ponto de ser visível.
- Petequias: petéquias são focos de hemorragia com menos de 5mm, vermelhas ou roxas. Pode ser palpável e coçar. Pode ser infecciosa como a Varicela, Sarampo ou Parvovirose.
- Púrpura: área de hemorragia maior que 5mm e menor que 3cm, vermelha ou roxa, pode ser palpável. Pode ser causada por vasculites.[3]
- Hematoma ou equimose: como a púrpura, mas maior que 5cm e geralmente causada por um trauma físico. Varia de cor conforme a evolução. Pode ser causada por um golpe.
- Escama: Endurecimento da pele com textura áspera e mudança da coloração normal. Pode ser causada por psoríase, micose cutânea, pitiríase rósea ou dermatite seborreica.

## Lesões secundárias
Evoluções de uma lesão primária. Podem ser classificadas em:
- Crosta: é formada a partir de um líquido seroso, pus ou sangue seco.
- Liquenificação: Endurecimento visível e palpável, com mudança da coloração. Pode ser causada por atrito ou por coceira constante.
- Induração: Endurecimento da pele, que se torna firme e grossa.
- Atrofia: a perda de camadas da epiderme resulta em uma pele fina, transparente e enrugada.
- Escoriação: lesões erosivas causadas pela coceira.
- Umbilicação: Depressão no centro de uma lesão elevada.